# Zjawisko kwantowe
Zjawisko kwantowe, efekt kwantowy – zjawisko opisywane przez mechanikę kwantową.

## Przykłady
- nadciekłość
- nadprzewodnictwo
- tunelowanie Josephsona
- kwantowe zjawisko Halla
- zjawisko tunelowe
- efekt Meissnera
- efekt Casimira